# Преспа (дим)
Пре́спа (греч. Δήμος Πρεσπών) — община (дим) в Греции. Входит в периферийную единицу Флорина в периферии Западная Македония. Население 1560 жителей по переписи 2011 года. Площадь общины — 515,497 км². Плотность — 3,03 человека на км². Относится к общинам с наименьшей плотностью населения в стране. Административный центр — Лемос. Димархом в 2014 году избран Панайотис Пасхалидис (Παναγιώτης Πασχαλίδης).

Карта общины:
1 — Преспа
2 — Кристалопийи

Община создана в 1997 году (ΦΕΚ 244Α). В 2010 году (ΦΕΚ 87Α) по программе «Калликратис» к общине Преспа присоединено сообщество Кристалопийи.